# ده تا
ده تا عنوان مستندی اجتماعی- انتقادی است که در تابستان ۱۳۸۸ توسط محمد صادق دهقانی ساخته شد. در همان سال رئیس وقت حوزه هنری، جشنوارهٔ فیلم رویش را از اعطای جایزه به این فیلم منع کرد و دلیل آن را سیاه نمایی خواند. در ادامه مستند ده تا از حضور در جشنواره‌های خارجی محروم شد. این فیلم در هشتمین جشن تصویر سال برندهٔ تندیس بهترین فیلم شد.

## دربارهٔ فیلم
این فیلم زندگی اهالی یک روستای خشک و مرزی را به تصویر می‌کشد که در عین فقر شدید مالی، نداشتن حمام و گاه سرپناه، در حال ساخت دو حسینیه در بالا و پایین ده هستند. فیلم به شکلی بی‌طرف به نمایش اختلافات و فقر فرهنگی در این روستا می‌پردازد و به شیوه‌ای زیرکانه روی مرز حرکت می‌کند. در پایان از دختر بچه‌ای پرسیده می‌شود چقدر امام حسین را دوست دارد و او و برخلاف بزرگترهایش در عین سادگی پاسخ می‌دهد :ده تا
مستند ده تا پس از حضور در جشنواره‌های داخلی از جمله فیلم مستند ایران- سینما حقیقت، جشنوارهٔ جوان ایرانی و سایر مجامع هنری مورد توجه قرار گرفت و مهدی حبیبی تهیه کنندهٔ فیلم، اقدام به نمایش آن در جلسات دولتی، با حضور مسوولین استانی نمود که نتایجی دربرداشت.

## عوامل
- طراح و کارگردان: محمد صادق دهقانی
- تهیه‌کننده: حوزه هنری خراسان جنوبی و مهدی حبیبی
- پرونده: احسان عمیدیان و محمد براتی
- صدابردار: رضامحمددوست
- تدوین: اصغر امیرآبادی

## جوایز و افتخارات
- برندهٔ تندیس و دیپلم افتخار بهترین فیلم از هشتمین جشن تصویر سال
- برندهٔ تندیس و دیپلم افتخار بهترین فیلم مستند جشنوارهٔ ملی جوان ایرانی ۱۳۸۹
- برندهٔ جایزهٔ ویژهٔ هیئت داوران از جشنوارهٔ ملی فیلم هشت ۱۳۸۹
- برندهٔ تندیس بهترین فیلم مستند از جشنوارهٔ ملی طلای سرخ ۱۳۸۹
- برندهٔ چهار دیپلم افتخار از اولین همنشینی فیلم و نیز سه جایزه از جشنواره فیلم و عکس خراسان جنوبی ۱۳۸۸
- نمایش در جشنوارهٔ بین‌المللی سینما حقیقت، جشنوارهٔ بین‌المللی فیلم رحمت، جشنوارهٔ ملی تصویر استاندارد و …